# Sticker (álbum)
Sticker es el tercer álbum en coreano y el cuarto álbum de estudio del grupo surcoreano NCT 127. Fue lanzado el 17 de septiembre de 2021 por SM Entertainment, distribuido por Dreamus en Corea del Sur y por Virgin Music en los Estados Unidos. Sigue a su EP japonés Loveholic, lanzado en febrero de 2021, y su anterior álbum de estudio en coreano Neo Zone, lanzado en marzo del 2020.
El álbum fue comercialmente exitoso en Corea del Sur, superando los dos millones de copias vendidas en su primera semana. Sticker llegó al puesto 40 en UK Albums Chart, convirtiéndose en la primera aparición del grupo en esta lista. En Billboard 200, Sticker legó al puesto número tres y se convirtió en el álbum del grupo con la posición más alta y más duradera en las listas. El sencillo principal "Sticker" recibió reseñas mixtas por parte de los críticos, pero el álbum en general era elogiado. Varias publicaciones lo nombraron como el mejor álbum de K-pop del 2021. Sticker ganó el premio a Mejor Álbum en el Asia Artist Awards del 2021.

## Antecedentes
El 28 de junio de 2021, SM Entertainment publicó una presentación sobre el futuro de la compañía y futuros comebacks de sus artistas durante el evento "SM Congress". la presentación indicaba que NCT 127 estaba planeando lanzar su tercer álbum de estudio y una reedición antes de que terminara el año. En una reunión de fans para celebrar el quinto aniversario del grupo, confirmaron que el álbum sería lanzado en septiembre.

## Promoción
El 21 de agosto, Sticker fue presentado con un trailer conceptual titulado "Who Is Sticker", que mostraba a los miembros de NCT 127 como estudiantes de ingeniería durante el día y hackers de computadoras por la noche. El 22 de agosto, SM Entertainment anunció mediante las redes sociales del grupo que la fecha de lanzamiento del álbum sería el 17 de septiembre. El 10 de septiembre, NCT 127 publicó una playlist llamada "Welcome to NCT 127 Sticker, the Enhanced Playlist" exclusiva en Spotify. Sticker fue oficialmente lanzado el 17 de septiembre, y el grupo promocionó su álbum y su sencillo principal en The Late Late Show with James Corden.

## Rendimiento comercial
El 24 de agosto de 2021, después de un día de haber estado disponibles, se informó que Sticker había superado los 1.329.000 de preventas, eventualmente superando los 2.2 millones de preventas el día del lanzamiento, superando su máximo anterior de su carrera de 530.000 pedidos anticipados para Neo Zone y estableciendo un nuevo récord para los artistas de SM Entertainment. El 24 de septiembre de 2021, NCT 127 rompió su propio récord de ventas para convertirse en un double-million seller, con más de 2,15 millones de copias de Sticker vendidas en solo una semana. Sticker debutó en el puesto tres en US Billboard 200, vendiendo 58.000 copias en su primera semana.

## Lista de canciones
| Sticker |                                   |                                                       | |          |  |
| N.º     | Título                            | Letras                                                | Música | Duración |  |
| 1.      | «Sticker»                         | Yoo Young-jin, Taeyong y Mark                         | Yoo Young-jin, Dem Jointz, Calixte, Prince Chapelle y Ryan S. Jhun                                          | 3:47     |  |
| 2.      | «Lemonade»                        | Han Yeo-reum (Joombas) y Teuru (Joombas)              | Charles "Rokman" Rhodes y Benji Bae                                                                         | 3:10     |  |
| 3.      | «Breakfast»                       | Jeong Ha-ri (Joombas)                                 | Simon Petrén, Andreas Öberg y Ninos Hanna                                                                   | 3:32     |  |
| 4.      | «Focus (같은 시선)»               | Lee Chang-hyeok                                       | Jaicko Lawrence, Oluwayomi Emmanuel Oredein, Darius Michael Bryant, Otha "Vaskeen" Davis III y Ryan S. Jhun | 3:24     |  |
| 5.      | «The Rainy Night (내일의 나에게)» | Jung Yoon-hwa y Seo Hye-ri                            | Softserveboy, Sqvare, Hwan Yang y Ryan S. Jhun                                                              | 3:19     |  |
| 6.      | «Far»                             | Sahara (Joombas)                                      | Alexander Karlsson (JeL), Alexej Viktorovitch (JeL) y Alex Nese                                             | 3:36     |  |
| 7.      | «Bring the Noize»                 | Kim Boo-min y sokodomo                                | Hitchhiker, Kim Boo-min, Aventurina King y John Fulford                                                     | 3:42     |  |
| 8.      | «Magic Carpet Ride»               | Jo Yoon-kyung                                         | Harvey Mason Jr., Patrick "J. Que" Smith, Britt Burton y Dewain Whitmore                                    | 3:38     |  |
| 9.      | «Road Trip»                       | Le'mon (Joombas), Ellie Suh (Joombas) y San (Vendors) | Erik Lidbom y MLC                                                                                           | 3:35     |  |
| 10.     | «Dreamer»                         | Baek Geum-min                                         | Mich Hansen, Daniel Davidsen (PhD), Peter Wallevik (PhD), Boy Matthews y Asia Whiteacre                     | 3:29     |  |
| 11.     | «Promise You (다시 만나는 날)»    | ZNEE (Joombas) y Rick Bridges                         | Noah Conrad, Roland "Rollo" Spreckley, Tony Ferrari y Ryan Linvill                                          | 3:31     |  |
| 38:43   |                                   |                                                       | |          |  |

## Recepción de la crítica
Shanicka Anderson, de The A.V. Club, reseñó el álbum y le otorgó una nota de sobresaliente en cuanto a composición: «Con el uso tan discordante de samples tan abrasivos, especialmente en su primer sencillo, es difícil imaginar un mundo donde algo así funcione y suene bien. Pero al combinar estos sonidos inusuales con armonías ricas y potentes y versos de rap sólidos, NCT 127 logra un equilibrio perfecto y ofrece un álbum tremendamente creativo e increíblemente seguro de sí mismo».
Lucy Ford, escribiendo para Clash, comenta: «"Sticker" pierde mucha cohesión a medida que se escucha, y aunque la alternancia de géneros parece deliberada en relación con el mensaje general del álbum (que el grupo puede ser una pegatina, tirada y colocada donde quieras), no es una experiencia auditiva del todo relajante. Pero yo diría que esto no es un contratiempo ni una exageración de su propio estilo, sino una declaración de que están enganchados y, al final, serán los últimos en reírse».
Jeong Da-yeol de IZM comenzó diciendo: «Como el estilo se enriqueció solo con técnicas fragmentarias, perdió su estilo original. "Sticker", que tiene composiciones instrumentales simples y sin variación notable, usa el rap de Taeyong y Mark solo para impulsar la elegancia de los vocalistas. Más allá de la simple distribución de las partes, el hip-hop, la raíz de la cosmovisión de NCT, no es el centro. Esta situación se extiende a lo largo del álbum e incluso dificulta la inmersión en baladas como 'Tomorrow's Me', donde el piano fluye suavemente. Como resultado, al igual que la portada del álbum, todos los miembros perdieron su color». Sin embargo, elogió el uso de la "cultural technology" y cómo los productores no dudaron en "asumir desafíos para liderar las tendencias". Sticker fue incluido en listas no clasificadas de los mejores álbumes de 2021 por The New York Times y Nylon.